# Anekdota
Anekdóta ali sméšnica je kratka pripoved, ki poroča o dogodku, značilnem za kakšno osebo, prostor in čas, in kot zvrst književnosti širše spada v pripovedništvo (epiko). 
Beseda anekdota (grško anékdotos - neizdan, dobesedno ne ven dan) izhaja iz dela Ανεκδοτα: Anekdota (različno prevedenega kot Neobjavljeni spomini ali Skrita zgodovina) Prokopija (okoli 500-okoli 565) iz Cezareje Palestine (Caesarea Palaestina), ki je bil življenjepisec Justinijana I. (483-565).

## Primer anekdote
Ko ga je eden od njegovih kolegov nekoč vprašal za domačo telefonsko številko, je slavni fizik Albert Einstein vzel v roke telefonski imenik in pričel iskati številko. »Mar ne veš svoje lastne telefonske številke?« se je začudil kolega. Einstein je skomignil: »Zakaj bi si zapomnil nekaj, kar zagotovo najdem v knjigi?« (Vir )